# مجموعه روستای درگاه
مجموعه روستای درگاه مربوط به دوران‌های تاریخی پس از اسلام است و در شهرستان رودسر، بخش رحیم‌آباد، روستای درگاه واقع شده و این اثر در تاریخ ۲۷ بهمن ۱۳۸۲ با شمارهٔ ثبت ۱۰۹۹۸ به‌عنوان یکی از آثار ملی ایران به ثبت رسیده است.